# Арболеда, Роберт
Робе́рт Абе́ль Арболе́да Эскоба́р (исп. Robert Abel Arboleda Escobar; род. 22 октября 1991, Эсмеральдас, Эквадор) — эквадорский футболист, центральный защитник клуба «Сан-Паулу» и сборной Эквадора.

## Клубная карьера
Воспитанник клуба «Ольмедо», с 2007 года выступал за его младшие команды в молодёжных лигах. В 2010 году был в заявке старшей команды на чемпионат Эквадора, но на поле не выходил.
В 2011 году дебютировал на взрослом уровне в составе клуба третьего дивизиона «Мунисипаль Каньяр», затем в течение полутора сезонов выступал за клуб «Гресия» во втором дивизионе.
В 2013 году перешёл в клуб высшего дивизиона Эквадора «ЛДУ Лоха». В своём дебютном матче, 31 января 2013 года против «Индепендьенте дель Валье», вышел на замену в перерыве вместо Хосе Пабло Варелы, а уже через четыре минуты был удалён с поля. 21 июля 2013 года в матче против «Макары» забил свой первый гол на высшем уровне. Всего за два сезона сыграл 64 матча в эквадорской лиге и забил 5 мячей.
С 2015 года выступает за клуб «Универсидад Католика» (Кито). Контракт с клубом был подписан годом ранее, но сезон 2014 года футболист провёл на правах аренды в своём прежнем клубе «ЛДУ Лоха».

## Международная карьера
Впервые вызван в сборную перед Кубком Америки-2015 и вошёл в расширенный состав из 30 игроков, но в окончательный список из 23 футболистов не попал.
Дебютный матч за сборную Эквадора сыграл 26 мая 2016 года против сборной США, выйдя на замену на 73-й минуте вместо Габриэля Ачильера.
В июне 2016 года вошёл в состав сборной Эквадора для участия в Кубке Америки.